# María Paz Martín Esteban
María-Paz Martín Esteban (Acehúche, 8 de noviembre de 1960) es una científica micóloga, taxónoma y profesora española.

## Trayectoria
Estudió Ciencias biológicas en la Universidad de Barcelona, donde obtuvo su licenciatura en 1985 y su licenciatura con grado en 1988. Realizó su doctorado en Micología en 1995 y su tesis The genus Rhizopogon in Europe fue dirigida por el catedrático de botánica de la Universidad de Barcelona Xavier Llimona i Pagès y el profesor de investigación del CSIC Francisco de Diego Calonge.
En 1999, se unió al Real Jardín Botánico de Madrid, con una beca posdoctoral en el proyecto Flora Micológica Ibérica, donde sigue desarrollando actividades académicas y científicas en el Departamento Micología del que fue jefa desde 1999 hasta 2017.
Fue pionera en la integración de técnicas moleculares en los estudios taxonómicos de hongos en España.
Fue contratada como investigadora del CSIC en 2002, en la primera convocatoria del programa Ramón y Cajal. Es funcionaria de carrera, primero en la escala de Científicos Titulares 2002, después en la de Investigadores Científicos 2009 del CSIC y desde junio de 2020 es profesora de Investigación. Ocupó diferentes cargos, como jefa de la Unidad de Apoyo Técnico de Investigación (2002-2006), Vicedirectora de Investigación y Documentación (2006-2007), jefa del Departamento de Micología (2009-2018) y Vicedirectora de Jardinería y Arbolado (2020-2023. Desde abril de 2023 es Directora del Real Jardín Botánico, Madrid.
Participa en la formación de investigadores, tanto españoles como extranjeros, a través de diversas colaboraciones y proyectos internacionales (Alemania, Brasil, China, Eslovenia, Hungría, Polonia, Portugal, Tailandia, Macedonia, etc.). Además, desde 2014 es profesora visitante en la UFRN (Universidade Federal de Rio Grande do Norte), Natal, Brasil. También, en distintos programas como STEMadrid y Científic@s en Prácticas participa en fomentar vocaciones científicas en la infancia y la juventud. 
Martín Esteban cuenta con más de 200 artículos científicos. Sus últimas investigaciones se centran en descubrir y describir la biodiversidad de hongos, sobre la base de sus características morfológicas, fisiológicas y moleculares; y analizar la variabilidad genética de la especies y establecer las relaciones filogenéticas entre ellas.

## Membresías[5]
- Desde 1986: de la Societat Catalana de Micologia (SCM). Tesorera (1998-1999).
- Desde 1994: de la British Mycological Society (BMS).
- Desde 1996: de la Mycological Society of America (MSA).[12]
- Desde 1999: de la European Society of Evolutionary Biology (ESEB).
- Desde 2003: cofundadora de la European Mycological Association (EMA).
- Desde 2004: de la Sociedad Española de Liquenología (SEL).
- Desde 2009: de la Asociación de Mujeres Investigadoras y Tecnólogas (AMIT).
- Desde 2009-2014: de la Asociación para el Avance de la Ciencia y la Tecnología en España (AACTE).
- Desde 2020: de la Asociación Española para el Avance de la Ciencia (AEAC).
- Desde 2022: de la Asociación Mujeres de Ciencia, bajo el auspicio de la Fundación de la Real Academia de Ciencias Exactas, Físicas y Naturales de España.
- Desde 2024: Miembro de Mérito de la Fundación Carlos III.